# シカンダラーバード-ティルパティ・ヴァンデ・バーラト急行
シカンダラーバード-ティルパティ・ヴァンデ・バーラト急行（英語: Secunderabad–Tirupati Vande Bharat Express）は、インド鉄道の急行列車であるヴァンデ・バーラト急行の1つ。2023年に営業運転を開始し、シカンダラーバードとティルパティを結ぶ。

## 概要
シカンダラーバードのシカンダラーバード・ジャンクション駅とティルパティのティルパティ駅を結ぶ列車。13番目のヴァンデ・バーラト急行として2023年4月8日に出発式が行われた後、翌4月9日から本格的な営業運転を開始した。当初の所要時間は8時間30分だったが、2023年5月以降は8時間15分に短縮されている。車両については当初8両編成が使用されていたが、利用率が130 %以上と好調であった事を受けて同じく2023年5月以降は定員数を増加させた16両編成が用いられている。